# Károli Gáspár Református Egyetem
A Károli Gáspár Református Egyetem (röviden: KRE vagy „Károli”) egyike a magyarországi református felsőoktatási intézményeknek, amely bölcsészettudományi, egészségtudományi, gazdaságtudományi, hitéleti, jogtudományi, pedagógus és társadalomtudományi képzéseket nyújt. Bár maga az egyetem ezen a néven 1993-ban jött létre, jogelődje, a Pesti Theológiai Akadémia (az 1873-as városegyesítés után Budapesti Református Teológiai Akadémia) már 1855 óta létezett. Az egyetem 1993-as megalapításával az akkor már meglévő, és a már 19. században is működő református képzési intézmények újraindultak, és a későbbi Károli Gáspár Református Egyetem vezetése alatt egyesültek. Az egyetem jelenleg Budapesten, Nagykőrösön és Kecskeméten rendelkezik különböző tudományterületek képzéseivel.

## Az egyetem névadója[1]

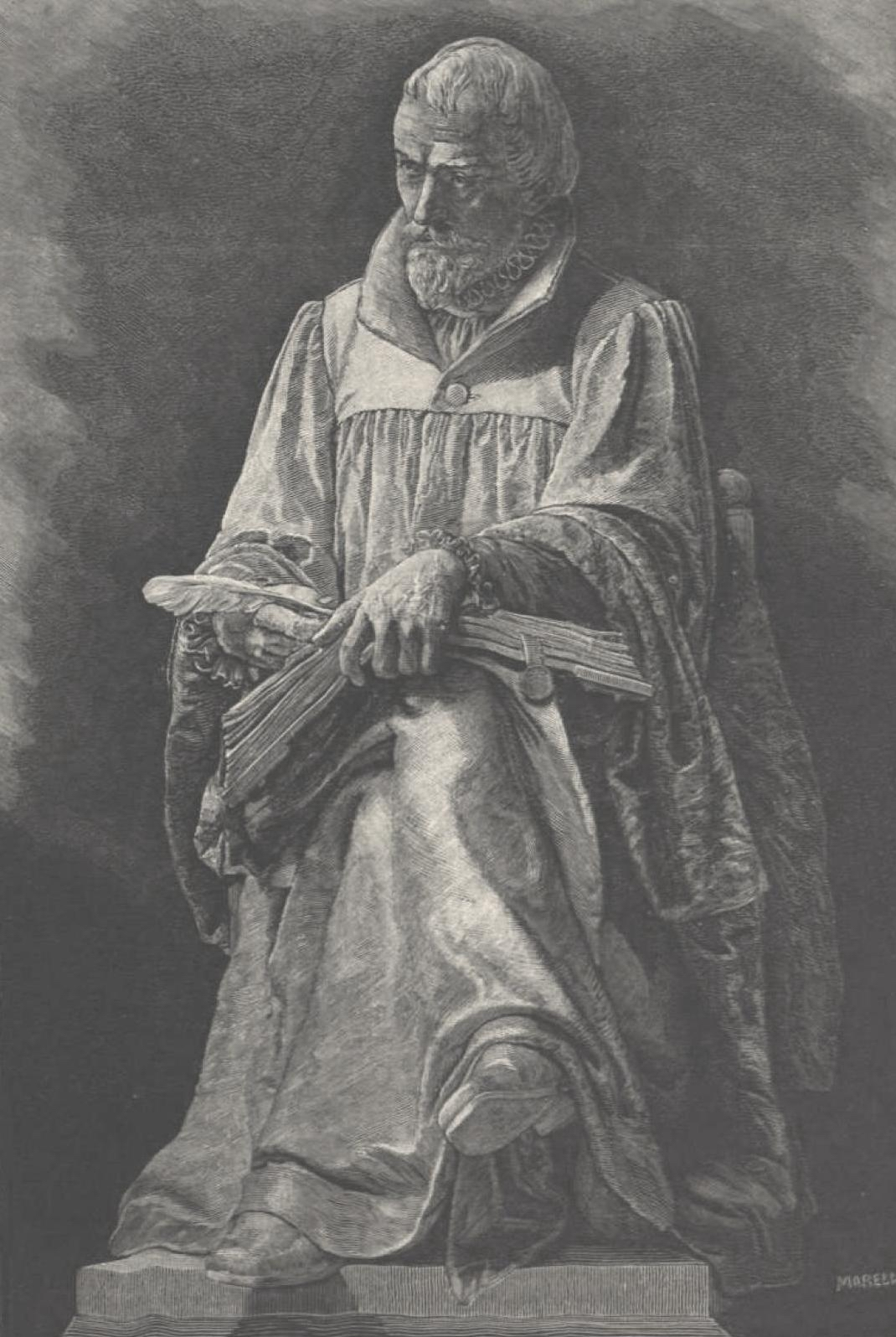
Károlyi Gáspár

Károli Gáspár (1529–1592) református lelkész, bibliafordító, egyházszervező 1529-ben születhetett Nagykárolyban, a mai Románia területén. Korábbi családnevéből (Radisics) és származási helyéből adódóan feltehetően délvidéki, szerb származású családból származhatott. Czvittinger Dávid, az első magyar irodalomtörténész így ír róla: 
„kora legkiválóbb magyar bölcsésze, nyelv- és hittudósa; hívei közt Isten igéjének legékesebb hirdetője.”
Tanulmányait 1549-ben Brassóban, 1556-ban Wittenbergben, valamint feltételezhetően Strassburgban és Svájcban végezte. 1563-tól szinte folyamatosan Göncön volt lelkész, rövid ideig szolgált Tállyán. Átvette az idősebb nemzedéktől az egyház irányítását, és szinte haláláig a kassavölgyi (abaúji) önálló egyházmegye püspöki jogkörű esperese volt. 1566-ban hitvitát folytatott az antitrinitárius Egri Lukáccsal, majd döntő szerepe volt az 1568-as kassai zsinaton történt elítélésében. 1569-ben a váradi hitvitán Melius Juhász Pétert támogatta.
1563-ban jelent meg Két könyv minden országoknak és királyoknak jó és gonosz szerencséjeknek okairul című prózai műve, mely az első magyar történelembölcseleti tanulmánynak tekinthető. Ebben összefoglalja a magyar reformáció wittenbergi eredetű történelemszemléletét, mely szerint Isten a történelem Uraként bűneiért bünteti a magyar nemzetet, ezzel magyarázza a mohácsi tragédiát és az ország három részre szakadását. Ezzel összefüggésben Isten ítéletének közeli voltát hirdeti. Érveit magyar nyelvű bibliai idézetekkel támasztja alá, melyek kisebb-nagyobb eltérésekkel vagy néhány szó szerinti egyezéssel a Vizsolyi Biblia szövegét előlegzik meg, jelezve a bibliafordítás iránti érdeklődését.

1586-tól kezdte meg Göncön az általa vezetett munkaközösség a Biblia magyar nyelvre való fordítását, elsősorban genfi és heidelbergi latin nyelvű kiadások alapján. 1588 őszén Rákóczi Zsigmond egri főkapitány, későbbi erdélyi fejedelem letelepítette Vizsolyba Mantskovit Bálint lengyel nyomdászt, aki másfél év munkával kinyomtatta a fordítást és a hozzá csatolt kommentárokat. 1590-ben jelent meg a nyomtatás helyéről Vizsolyi Bibliának nevezett első teljes magyar nyelvű Szentírás, mely a későbbi protestáns bibliakiadások alapjává vált. Bár soha nem lett hivatalos fordítás, felekezettől függetlenül elterjedt, nagy hatást gyakorolva a magyar irodalmi nyelv fejlődésére. Bottyán János szerint:
„...a kollektív lélek az ereje ennek a fordításnak: a közösségben kapott Szentlélek, ez adja a hitelét, varázsát, időtálló erejét, s azt a tekintélyét, amely minden más fordítás fölé emeli … ünnepien emelkedett, templomian zengő, négy évszázad óta szüntelenül ható ünnepélyes nyelve annak köszönhető, hogy Károli Gáspárban nemcsak kiváló tudós volt a munkaközösség irányítója, hanem egyben kitűnő igehirdető is.”

## Története, jogelődje
Az egyetem jogelődjét 1855. október 10-én a budapesti Kálvin téri református templomban Báthory Gábor nyitotta meg, akkor még Pesti Theológiai Akadémia néven. A korábban Kecskeméten folyó lelkészképzés 1855 augusztusától Pestre került át. Az intézet igazgatója Török Pál pesti lelkész volt. A karon jó nevű oktatók vettek részt a mindennapi munkában (Török Pál, Ballagi Mór, Filó Lajos), és vonzották a hallgatókat, évről évre újabb tanszékeket állítottak fel, erősödött a teológiai akadémia hírneve, nőtt hallgatóinak száma, de egyre nyomasztóbb lett a helyhiány. Kezdetben a Kálvin téri Református Egyházközség termeiben folyt az oktatás, sőt, a professzorok saját lakásukban is tartottak előadásokat. Az átmeneti időszakban a Kálvin tér közelében fekvő Lónyay utcában kapott termekben is folyt a tanítás. 1909-ben, oktatási célra bérbe vették, majd megvásárolták a kincstárból a Ferencvárosi Dohánygyár Ráday utcai telkét, a rajta lévő épülettel. 1912. november 2-án avatták fel a Teológiai Akadémia Ráday utcai új épületét, miután szeptember 16-án a főiskola megkezdte működését. Megnyílt az internátus, megfelelő elhelyezést nyert a Dunamelléki Református Egyházkerület, a Ráday Könyvtár és az egyházkerületi levéltár. Majd megalakult a szemináriumi könyvtár is.

### Budapest
1855. október 10-én a Kálvin téri református templomban Báthory Gábor helyettes superintendens az egyházkerület nevében ünnepélyesen megnyitotta a pesti theológiai intézetet az esperesek, gondnokok, lelkipásztorok és nagyszámú gyülekezet előtt 15 elsőéves hallgatóval.
„Az Úrra tekintve, Akinek egyházát terjeszteni s Lelke szerint élni” az új intézet legfőbb feladata, örömmel fogtak a munkához.
Budán és Pesten az ellenreformáció idején, a Türelmi Rendeletig (1781) sem gyülekezete, sem kollégiuma nem lehetett egyháznak. A század végén merült fel a pesti Protestáns Egyetem felállításának gondolata. Ez a terv az 1848-as forradalom és szabadságharc és annak bukása miatt nem valósulhatott meg. Amint a szabadságharcot követő megtorló önkényuralom nyomása engedni kezdett, az egyház azonnal hozzákezdett, hogy a Dunamelléki lelkészképzést megfelelő módon megoldja. A korábban Kecskeméten végzett lelkészképzés 1855 augusztusától Pestre költözött, mely örömünnep volt Buda és Pest reformátusainak és evangélikusainak, mert azt jelentette, hogy végre az ország fővárosában is otthont kapott a protestáns theologia és az evangéliumi ihletésű művelődés.

Az intézet igazgatója, lelke és gazdája Török Pál pesti lelkész volt, akinek kiváló szervező-képességére a megalapítás után is nagy szüksége volt a fiatal iskolának. Jónevű tanárok vonzották a hallgatókat, évről-évre újabb tanszékeket állítottak fel, erősödött a theologiai akadémia hírneve, nőtt hallgatóinak száma, de egyre hangsúlyosabbá vált a helyhiány. Kezdetben az egyházközség termeiben folyt az oktatás, sőt a professzorok saját lakásukban is tartottak előadásokat. 1863-ban épült fel az a két emeletes épület a Kálvin téri templom mellett, amely 1912-ig adott otthont a theologiának. A kezdeti célkitűzéseket röviden így fogalmazták meg: 
„olyan magasabb intézetté kell növekednie, amelyben előadják az összes theologiai tudományokat egész terjedelmükben, s pótolhassa némileg a külföldi egyetemeket azon ifjak részére, akik nem kereshetik fel azokat.”
A XX. sz. elején a Kálvin téri helyiségek szűkösnek bizonyultak. Ezen valamelyest enyhített, amikor a református főgimnázium a Kálvin tér közelében fekvő Lónyay utcai új épületébe költözött, s az így felszabadult helyiségeket is a teológia kapta meg. Az 1904. évi bővítés sem oldotta meg a helyzetet, így az egyházkerület további megoldást keresett. Darányi Ignác egyházkerületi főgondok szívós munkája nyomán 1909-ben jelentős előrelépés történt: az egyházkerület a célra bérbe vette majd megvásárolta a kincstárból a Ferencvárosi Dohánygyár Ráday utcai telkét a rajta lévő épülettel. A tanári kar és az ifjúság 1912. június 19-én a tanévzárón vett búcsút a régi épülettől. November 2-án avatták fel a teológiai akadémia Ráday utcai új épületét, miután szeptember 16-án a főiskola megkezdte működését. Megnyílt az internátus, megfelelő elhelyezést nyert a püspöki hivatal, a Ráday Könyvtár és az egyházkerületi levéltár. Az 1912. évi egyházkerületi közgyűlés életbe léptette az új akadémiai szabályzatot, majd megalapította a szemináriumi könyvtárat, mindezekkel megvetette az akadémia munkájának alapját, segítette fejlődését. Az internátus ekkor, – tekintve az 1910-es, 20-as évek budapesti lakásviszonyait – igen jól felszerelt volt: központi fűtés, villanyvilágítás volt mindenhol, s 2–4 ágyas, jól bebútorozott szobákban laktak a teológusok.
A két háború között érzékenyen érintette az akadémiát is a gazdasági válság, amely mind a diákságot, mind a professzorokat sújtotta. 1931-ben az igazgató jelentette a választmánynak, hogy „a súlyos gazdasági helyzet nagy szegénységbe, sőt nyomorba döntött egy sereg (mintegy 30) hallgatót”. Egyre világosabban kibontakozott ebben a gazdasági válságokkal terhes időszakban, hogy a kivezető út a hívek, a gyülekezetek áldozatkészségében van. Ahogy az első világháború utáni ínségek között a tanárok is kijártak vidéki gyülekezetekbe „szuplikálni” – pénzbeli és élelmiszergyűjtést szervezni a konviktus javára, úgy újult fel ennek a gondolta 1940-ben, amikor B. Szabó János vértesaljai esperes készített javaslatot  a szuplikáció megszervezésére, a püspök pedig jelentést kért annak bevezetéséről. Megerősödött a teológusok másik szolgálata, a legáció is. A 20-as évek elején 15-20-ra süllyedt a legációs helyek száma a 40-es évek elejére 60-on felülre emelkedett, úgyhogy minden diáknak rendszeresen jutott legáció.
A második világháború és az ostrom során tönkrement a tantermek jó része. Még az 1946/47-es tanév is a háború utóhatásának jegyeit viselte magán. 1956-ban a teológus ifjúság csatlakozott az egyetemi felvonulókhoz, akiket a kapuban Pap László dékán igével indított útnak. A forradalom során két teológus lelt mártírhalált, Herczeg Lajos és Magócsi István. A szabadságharc zavaros napjaiban a segíteni akarás vezette, s egy látogatásból hazatérve a Lónyay utcában lőtték le őket egy szovjet tankból. Önfeláldozásukra az udvaron felállított kopjafák emlékeztetnek.
1955-ben a Theológiai Akadémia fennállásának 100 éves jubileumát ünnepelték meg. Ekkor korszerűsítették az internátus egy részét, s javították az épület egyéb részeit. A jubileumi ünnepségre – híven a nagymúltú nemzetközi kapcsolataihoz – meghívták a külföldi protestantizmus, az Egyházak Világszövetsége vezetőit, akik közül tizenkettőt díszdoktorrá avattak. Az ünnepségsorozatban jelent meg könyv alakban az akadémia 100 éves története, ezüst és bronz emlékérmet adnak ki, s számos előadással, úrvacsorai istentisztelettel adtak hálát az akadémia 100 éves fennállásáért.
1978-ban határozta el az egyházkerületi közgyűlés az épület bővítését és újjáépítését. 1981–1983 között felépült az új épületszárny, amelynek három emeletén összesen 75 kétágyas diákszoba és 8 lakás kapott helyet. 1983. október 10-én a Teológiai Akadémia 128. évfordulóján tartották az új épületszárny avatási ünnepségét. 1983–1987 között megtörtént a régi épület teljes felújítása. A világon másodikként Bibliamúzeum nyílt az épületben.

### Nagykőrös[2]
A nagykőrösi tanítóképző – hivatalos nevén a Károli Gáspár Református Egyetem Pedagógiai Kara – jelenleg hazánk egyik legrégibb, legkisebb, a rendszerváltás idején elsőként induló egyházi pedagógusképző intézménye.

Az intézet alapítása a magyar reformkor politikai, gazdasági és kulturális törekvéseinek eredménye. A Dunamelléki Református Egyházkerület közgyűlése 1836. május 2-án Teleki Sámuel gróf főkurátor indítványára a következő határozatot hozta:
„…a Nagykőrösi Oskolát olymódon feljebb emeltetni óhajtaná, hogy ott az abban eddig is tanítatni szokott Tudományok mellett egy Oskolai Tanítókat formáló Intézet egybe kapcsolva a Pallérozott Mezei Gazdaságnak Tanító Székével, mely még Hitünk Oskoláiban mind eddig nem létezett, állíthatnék fel.”
Az anyagi javak biztosításával az előkészítő munkák után, 1839 októberében az intézet megkezdte működését. Ebben az időben Kecskemét és Nagykőrös között már éles harc folyt, hogy melyik városban legyen a Dunamelléki Református Egyházkerület kollégiuma.
Az első világháború után a Tanácsköztársaság kikiáltásának következtében a Vörös hadsereg csapatai a várost megszállták és elrendelték az összes iskola kiürítését. A tanítóképző épületét is igénybe vették. Nagyobb változást jelentett az öt évfolyamú tanítóképzés bevezetése. Ekkor lépett életbe az új tanterv, melynek következtében két új tanszéket szerveztek. A neveléstudomány területén Imre Sándor hatása országosan is meghatározó lett.
A második világháborút követően, 1948-ban megtörtént a felekezeti iskolák államosítása. A nagykőrösi tanítóképzés drasztikus megszüntetése tehát 1948-ban kezdődött, amikor is a már 109 év óta működő országos hírű református tanítóképzőt államosították. Ezt követően 1957-ig még állami intézményként működött. Mind az államosítás, mind az 1957-ben történt végleges megszüntetés az egész város négy évtizedes sérelme volt. Visszahozatalára számtalan kísérlet történt a múlt rendszerben is, de a centralizáció miatt ezek csak álmok maradhattak.
A kormány az 1047/1990. sz., az MSZMP-vagyon felosztásáról szóló rendeletében a nagykőrösi Hősök tere 5. szám alatti addigi pártházat a város tulajdonába adta, oktatási célokra. Azt azonban a városi tanács testületének döntésére bízták, hogy milyen típusú oktatást kívánnak az épületben működtetni. A város különböző érdekeltségű szervezetei, alakuló pártjai, vállalatai, és intézményei számos különböző lehetőséget javasoltak pártház hasznosítására. Még az oktatási intézmények között is komoly véleménykülönbség alakult ki (a gimnáziumhoz kívánták csatolni az épületet). A hosszú, bonyodalmas, társadalmi vita után, a városi tanács testülete elé dr. Törös László terjesztette elő a javaslatot: a MSZMP helyi szervezetének addigi székházában a tanítóképző kezdje el működését. A javaslatot a testület egyhangúlag elfogadta.

### A Károli Gáspár Református Egyetem létrejötte[3]
1990. július 1-jétől egyetemmé nyilvánították egyebek között a Budapesti Református Teológiai Akadémiát is. Ezen a bázison a református zsinat 1993. február 24-i ülésén megalapította „a Károli Gáspár Református Egyetemet” a Budapesti Református Teológiai Akadémia bővítésével és a Nagykőrösi és Dunamelléki Református Hitoktató és Tanítóképző Főiskola főiskolai karaként történt csatlakozásával, amit 1839-ben alapítottak.
A Magyarországi Református Egyház Zsinata 1993-ban döntött egy több karral rendelkező egyetem megalapításáról.
A Károli Gáspár Református Egyetem célja és feladata, hogy a nagy múltú református kollégiumok, Sárospatak, Pápa, Debrecen, Nagyenyed és Kolozsvár hagyományait folytatva a lelkészképzés mellett több tudományterületen és több tudományágban folytasson alap- és mesterképzést, felsőoktatási szakképzést, szakirányú továbbképzést és doktori képzést, ezzel tovább gyarapítva a magyar felsőoktatást.

## Karok
Az egyetem jelenleg öt karból áll és csaknem 9000 hallgatója van. A Budapesten, Nagykőrösön és Kecskeméten elhelyezkedő egyetemi hálózatban az egyes karok szoros kapcsolatban vannak egymással és integráns részeit képezik a központi intézménynek. A karokon folyó képzések egy része Budapesten, város egyes pontjain, valamint Nagykőrösön és Kecskeméten találhatóak. Bár az egyetem maga 1993-ban került alapításra, az egyes karokon folyó tudományos munka már a 19. század első felében megkezdődött. A régre visszanyúló, meghatározó oktatás folytonosságára azonban a második világháborút követő időszaknak jelentős negatív hatása volt. Az egyetem legkorábban alapított és legnagyobb múltú karának az Állam- és Jogtudományi Kar és annak jogelődje tekinthető, hiszen a 19. század első felében 1831-ben már folyt jogi képzés a református egyház képzéseinek keretén belül. A jelenlegi formában működő jogi kar azonban 1998-ban kezdte meg működését. Az egyetem legfiatalabb kara a Gazdaságtudományi, Egészségtudományi és Szociális Kar, amelyet 2022-ben alapítottak.
| Kar                                                   | Rövidítés | Irányítószám | Postacím                           |
| ----------------------------------------------------- | --------- | ------------ | ---------------------------------- |
| Állam- és Jogtudományi Kar                            | ÁJK       | 1042         | Budapest, Viola u. 2–4.            |
| Állam- és Jogtudományi Kar                            | ÁJK       | 6000         | Kecskemét, Kaszap utca 6–14.       |
| Bölcsészet- és Társadalomtudományi Kar                | BTK       | 1088         | Budapest, Reviczky u. 4.           |
| Bölcsészet- és Társadalomtudományi Kar                | BTK       | 1088         | Budapest, Reviczky u. 6.           |
| Bölcsészet- és Társadalomtudományi Kar                | BTK       | 1146         | Budapest, Dózsa György út 25–27.   |
| Bölcsészet- és Társadalomtudományi Kar                | BTK       | 1037         | Budapest, Bécsi út 324. 5. épület  |
| Gazdaságtudományi, Egészségtudományi és Szociális Kar | GESZK     | 1134         | Budapest, Reitter Ferenc utca 132. |
| Gazdaságtudományi, Egészségtudományi és Szociális Kar | GESZK     | 1146         | Budapest, Dózsa György út 25-27.   |
| Gazdaságtudományi, Egészségtudományi és Szociális Kar | GESZK     | 6000         | Kecskemét, Kaszap utca 6–14.       |
| Gazdaságtudományi, Egészségtudományi és Szociális Kar | GESZK     | 2750         | Nagykőrös, Hősök tere 5.           |
| Hittudományi Kar                                      | HTK       | 1092         | Budapest, Ráday u. 28.             |
| Pedagógiai Kar                                        | PK        | 1042         | Budapest, Viola u. 2–4.            |
| Pedagógiai Kar                                        | PK        | 2750         | Nagykőrös, Hősök tere 5.           |

| Kar                                                   | Rövidítés | Alapítva | Intézetek száma | Tanszékek száma | Oktatók száma | Hallgatók száma | Dékán                      |
| ----------------------------------------------------- | --------- | -------- | --------------- | --------------- | ------------- | --------------- | -------------------------- |
| Állam- és Jogtudományi Kar                            | ÁJK       | 1998     | 5               | 15              | 90            | 3460            | Prof. Dr. Tóth J. Zoltán   |
| Bölcsészet- és Társadalomtudományi Kar                | BTK       | 1993     | 11              | 25              | 273           | 2158            | Dr. habil. Csoma Mózes     |
| Gazdaságtudományi, Egészségtudományi és Szociális Kar | GESZK     | 2022     | 3               | 7               | 50            | 800             | Prof. Dr. Mészáros József  |
| Hittudományi Kar                                      | HTK       | 1855     | -               | 9               | 22            | 156             | Dr. habil. Literáty Zoltán |
| Pedagógiai Kar                                        | PK        | 1839     | 3               | 7               | 75            | 1213            | Prof. Dr. Pap Ferenc       |

### Állam- és Jogtudományi Kar (ÁJK)

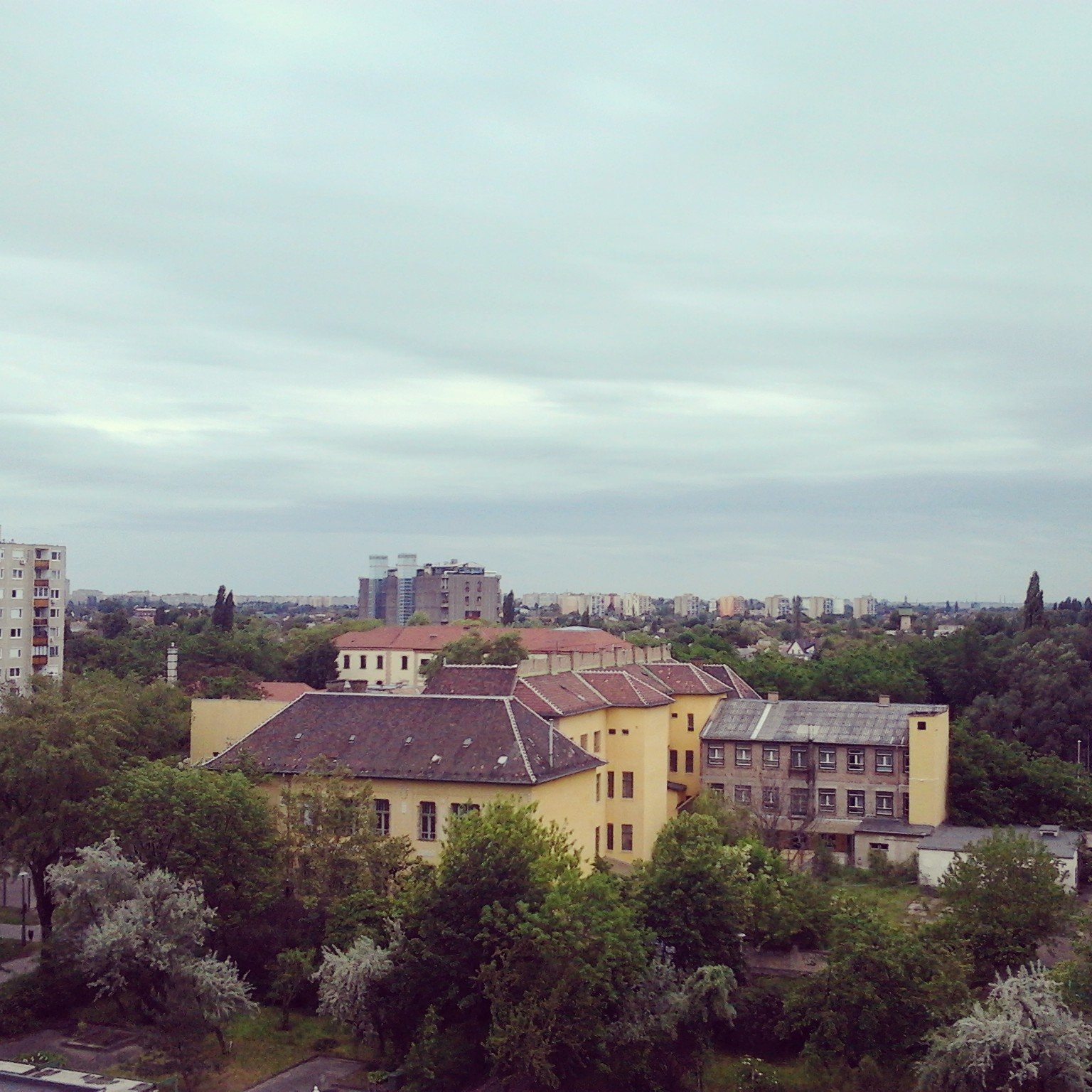
Az Állam- és Jogtudományi Kar épülete

A Károli Gáspár Református Egyetem jogelődjét, a Pesti Református Teológiai Akadémiát 1855-ben alapították. Az 1990. évi XXIII. törvény 5. §-a alapján hozott 30/1990/III.21/OGY. számú országgyűlési határozat 1990. július 1-jétől egyetemmé nyilvánította egyebek között a Budapest Református Teológiai Akadémiát. Az önálló felsőoktatási intézményként a Magyarországi Református Egyház Zsinatának döntése és a Felsőoktatási törvény alapján 1993-ban vette fel a Károli Gáspár Református Egyetem nevet. Az intézményben az Alapító által jóváhagyott Alapító Okiratnak megfelelően, mint a Kecskeméti Református Jogakadémia (1831) jogutóda kezdte meg működését az Állam- és Jogtudományi Kar. A világi jellegű jogászképzés 1998 őszén indult meg az állami egyetemekhez hasonló keretek között.
A Károli jogi képzése országosan a 3. helyen áll a hallgatók kiválósági rangsorában, a felvettek pontátlaga alapján a pedig 2. legjobb az összes magyarországi jogi képzés közül. A Károli jogászképzése 2. legjobb oktatói kiválóság alapján, míg 1. helyezést ért el az egy tudományos fokozattal rendelkező oktatóra jutó hallgatók számát tekintve.
| Képzési szintek  | Képzés megnevezése                      |
| ---------------- | --------------------------------------- |
| Osztatlan képzés | - Jogász                                |
| PhD képzés       | - Állam- és Jogtudományi Doktori Iskola |

ÁJK kari kiadványok:
- Glossa Iuridica
- A Kecskeméti Református Jogakadémia története (1875–1949)
- Studia Iuridica Caroliensia (SIC; idegen nyelvű folyóirat)
- Acta Iuvenum Caroliensia (AIC; hallgatói tanulmánykötet)
- Acta Caroliensia Conventorum Scientiarum Iuridico-Politicarum
- JOG és ÁLLAM
- Bűnügyi tudományok

### Bölcsészet- és Társadalomtudományi Kar (BTK)

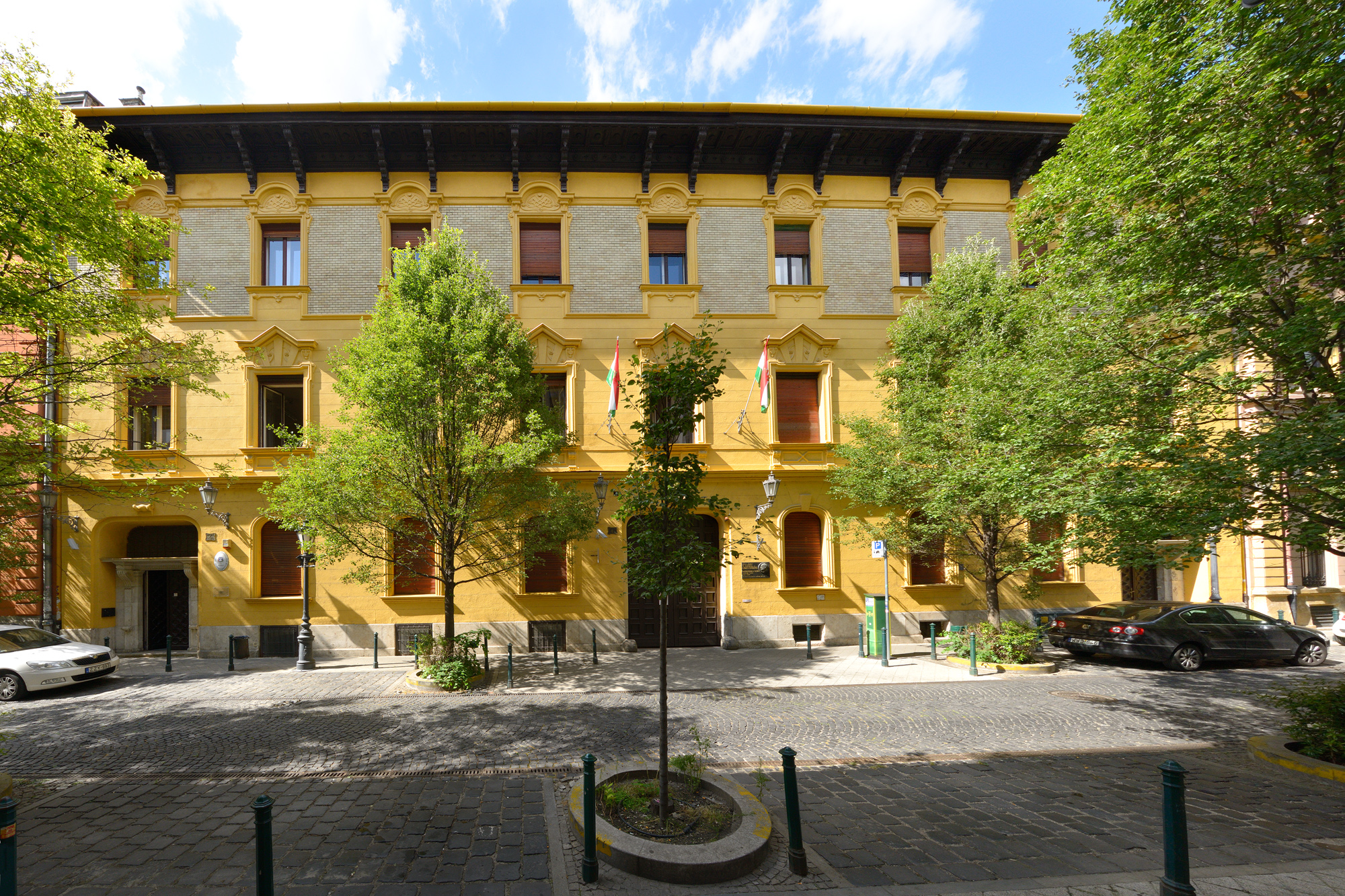
A Bölcsészet- és Társadalomtudományi Kar budapesti Reviczky utcai épülete

A Károli Bölcsészet- és Társadalomtudományi Kara az élmezőnyben, a 4. helyen végzett az összes magyarországi egyetemi kar közül – egyúttal a KRE-BTK a második legjobb bölcsészkar Magyarországon. A KRE-BTK 1. helyen végzett a tudományos fokozattal rendelkező oktatók arányát tekintve a bölcsészettudományi képzésterületi rangsorban. A tudományos fokozattal rendelkező oktatók aránya a kar összes oktatója közül országosan kimagasló, 95,5%-uk rendelkezik tudományos fokozattal. A KRE-BTK a 3. legtöbb elsőhelyes jelentkezőt vonzotta.
| Képzési szintek  | Képzés megnevezése |
| ---------------- | --- |
| Alapképzés       | - Anglisztika - Germanisztika [néderlandisztika] - Germanisztika [német] - Keleti nyelvek és kultúrák (japán; kínai; koreai) - Kommunikáció és médiatudomány - Magyar - Pszichológia (magyar nyelven) - Pszichológia (angol nyelven) - Szabad bölcsészet - Szociológia - Történelem |
| Osztatlan képzés | - Osztatlan tanári [10 félév [angol nyelv és kultúra tanára; dráma- és színházismeret-tanár]] - Osztatlan tanári [10 félév [angol nyelv és kultúra tanára; holland nyelv és kultúra tanára]] - Osztatlan tanári [10 félév [angol nyelv és kultúra tanára; magyar nyelv és irodalom szakos tanár]] - Osztatlan tanári [10 félév [angol nyelv és kultúra tanára; mozgóképkultúra és médiaismeret-tanár]] - Osztatlan tanári [10 félév [angol nyelv és kultúra tanára; német nyelv és kultúra tanára]] - Osztatlan tanári [10 félév [angol nyelv és kultúra tanára; történelemtanár]] - Osztatlan tanári [10 félév [dráma- és színházismeret-tanár; magyar nyelv és irodalom szakos tanár]] - Osztatlan tanári [10 félév [dráma- és színházismeret-tanár; mozgóképkultúra és médiaismeret-tanár]] - Osztatlan tanári [10 félév [dráma- és színházismeret-tanár; német nyelv és kultúra tanára]] - Osztatlan tanári [10 félév [dráma- és színházismeret-tanár; történelemtanár]] - Osztatlan tanári [10 félév [hittanár-nevelőtanár; angol nyelv és kultúra tanára]] - Osztatlan tanári [10 félév [hittanár-nevelőtanár; dráma- és színházismeret-tanár]] - Osztatlan tanári [10 félév [hittanár-nevelőtanár; holland nyelv és kultúra tanára]] - Osztatlan tanári [10 félév [hittanár-nevelőtanár; magyar nyelv és irodalom szakos tanár]] - Osztatlan tanári [10 félév [hittanár-nevelőtanár; mozgóképkultúra és médiaismeret-tanár]] - Osztatlan tanári [10 félév [hittanár-nevelőtanár; német nyelv és kultúra tanára]] - Osztatlan tanári [10 félév [hittanár-nevelőtanár; történelemtanár]] - Osztatlan tanári [10 félév [holland nyelv és kultúra tanára; magyar nyelv és irodalom szakos tanár]] - Osztatlan tanári [10 félév [holland nyelv és kultúra tanára; német nyelv és kultúra tanára]] - Osztatlan tanári [10 félév [holland nyelv és kultúra tanára; történelemtanár]] - Osztatlan tanári [10 félév [magyar nyelv és irodalom szakos tanár; mozgóképkultúra és médiaismeret-tanár]] - Osztatlan tanári [10 félév [magyar nyelv és irodalom szakos tanár; német nyelv és kultúra tanára]] - Osztatlan tanári [10 félév [magyar nyelv és irodalom szakos tanár; történelemtanár]] - Osztatlan tanári [10 félév [mozgóképkultúra és médiaismeret-tanár; német nyelv és kultúra tanára]] - Osztatlan tanári [10 félév [mozgóképkultúra és médiaismeret-tanár; történelemtanár]] - Osztatlan tanári [10 félév [német nyelv és kultúra tanára; történelemtanár]] |
| Mesterképzés     | - Anglisztika (angol nyelven) - Irodalom- és kultúratudomány - Japanológia - Kommunikáció- és médiatudomány - Magyar nyelv és irodalom - Művészettörténet - Néderlandisztika - Német nyelv, irodalom és kultúra - Pszichológia - Színháztudomány - Szociológia - Tanári [2 félév [angol nyelv és kultúra szaktanára]] - Tanári [2 félév [angol nyelv és kultúra tanára]] - Tanári [2 félév [holland nyelv és kultúra szaktanára]] - Tanári [2 félév [holland nyelv és kultúra tanára]] - Tanári [2 félév [magyar mint idegen nyelv tanára]] - Tanári [2 félév [magyar nyelv és irodalom szakos szaktanár]] - Tanári [2 félév [magyar nyelv és irodalom szakos tanár]] - Tanári [2 félév [mozgóképkultúra és médiaismeret-tanár]] - Tanári [2 félév [német nyelv és kultúra szaktanára]] - Tanári [2 félév [német nyelv és kultúra tanára]] - Tanári [2 félév [történelem szaktanár]] - Tanári [2 félév [történelemtanár]] - Tanári [4 félév [angol nyelv és kultúra tanára]] - Tanári [4 félév [holland nyelv és kultúra tanára]] - Tanári [4 félév [magyar mint idegen nyelv tanára]] - Tanári [4 félév [magyar nyelv és irodalom szakos tanár]] - Tanári [4 félév [mozgóképkultúra és médiaismeret-tanár]] - Tanári [4 félév [német nyelv és kultúra tanára]] - Tanári [4 félév [történelemtanár]] - Társadalmi-viselkedéselemzés - Történelem - Vallástudomány |
| PhD képzés       | - Történelemtudományi Doktori Iskola |

BTK kari kiadványok
- Orpheus Noster
- Psychologia Hungarica Caroliensis
- Vallástudományi Szemle
- Scholia Iuvenum Humaniora
- Károli Könyvek
- Bölcsészet- és Társadalomtudományi Kar Évkönyve

### Gazdaságtudományi, Egészségtudományi és Szociális Kar (GESZK)
A KRE-GESZK országosan a legjobb helyezést érte el a tudományos fokozattal rendelkező oktatók arányát tekintve a társadalomtudományi képzésterületi rangsorban.
| Képzési szintek | Képzés megnevezése |
| --------------- | --- |
| Alapképzés      | - Ápolás és betegellátás [ápoló] - Emberi erőforrások - Diakónia (Budapest) - Diakónia (Kecskemét) - Gazdálkodási és menedzsment - Szociális munka (Budapest) - Szociális munka (Kecskemét) - Szociálpedagógia (Budapest) - Szociálpedagógia (Kecskemét) |

### Hittudományi Kar (HTK)
A Károli Gáspár Református Egyetem Hittudományi Kara évszázados múltra tekint vissza a református felsőoktatást figyelembe véve. A kar jogelődje az 1855-ben alapított Pesti Theológiai Akadémia, melyet az egyetem jogelődjének is tekintenek.
| Képzési szintek  | Képzés megnevezése                                                                                         |
| ---------------- | --- |
| Osztatlan képzés | - Osztatlan tanári [10 félév [hittanár-nevelőtanár]] - Református teológia - Református teológia [lelkész] |
| Mesterképzés     | - Tanári [2 félév [hittanár-nevelőtanár]]                                                                  |
| PhD képzés       | - Hittudományi Doktori Iskola                                                                              |

HTK kari kiadványok
- Protestáns Téka

### Pedagógiai Kar (PK)
A nagykőrösi tanítóképző – hivatalos nevén a Károli Gáspár Református Egyetem Pedagógiai Kara – jelenleg hazánk egyik legrégibb, legkisebb, a rendszerváltás idején elsőként induló egyházi pedagógusképző intézménye. Az intézményt 2021. augusztusa óta nevezik Pedagógiai Karnak (PK), korábban Tanítóképző Főiskolai Kar (TFK) volt a hivatalos megnevezése.

A KRE-PK a 8. legtöbb elsőhelyes jelentkezőt vonzotta a magyarországi pedagógus-képzésterületi rangsorban a 44 rangsorolt kar közül.
| Képzési szintek | Képzés megnevezése |
| --------------- | --- |

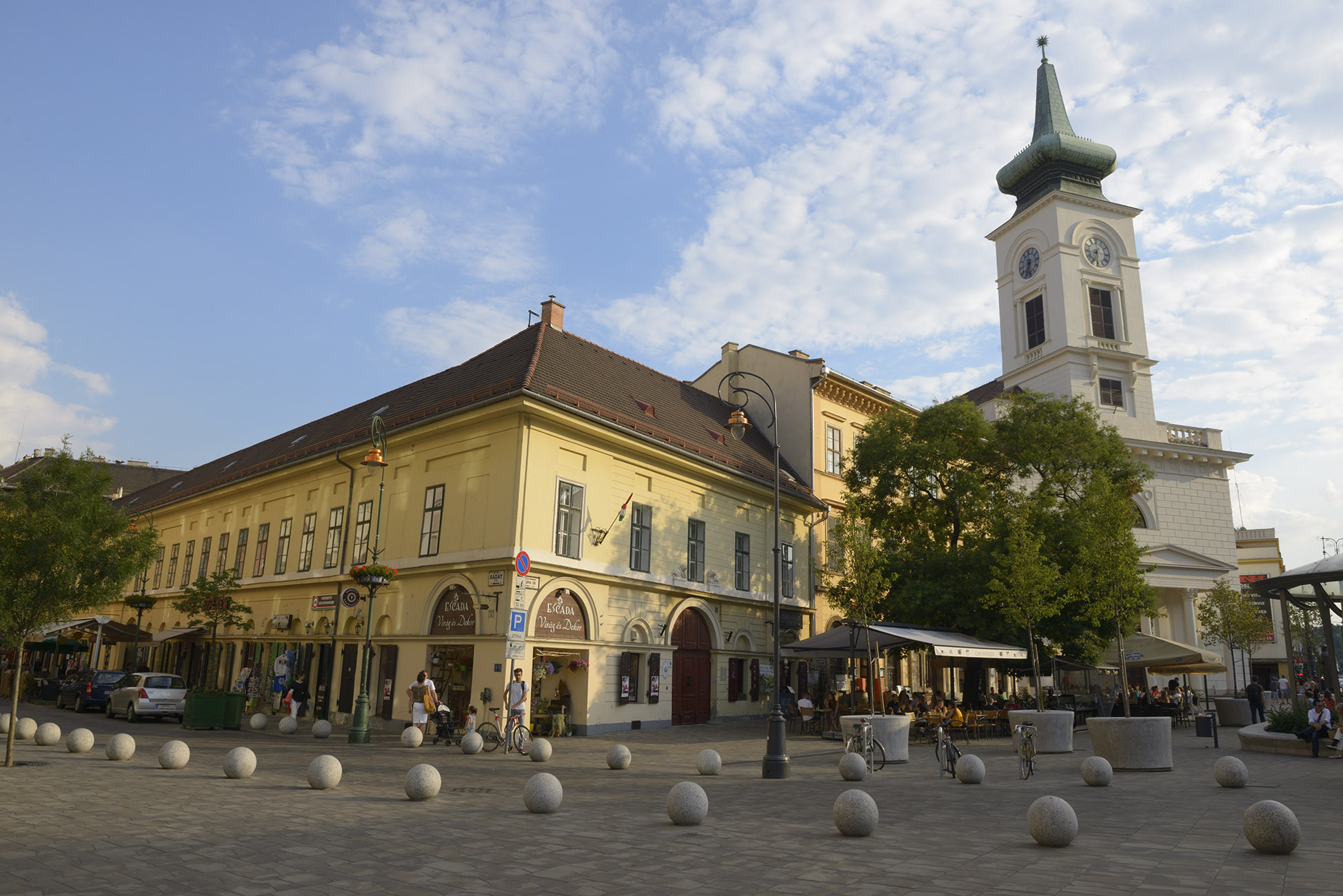
A Károli Gáspár Református Egyetem Rektori Hivatalának Kálvin téri épülete

| Alapképzés      | - Csecsemő- és kisgyermeknevelő (Budapest) - Csecsemő- és kisgyermeknevelő (Kecskemét) - Közösségszervezés (Budapest) - Közösségszervezés (Nagykőrös) - Kántor - Óvodapedagógus (Budapest) - Óvodapedagógus (Kecskemét) - Református hittanoktató - Református közösségszervező - Tanító (Budapest) - Tanító (Nagykőrös) |
| Mesterképzés    | - Neveléstudomány |

## Rektorok
- Prof. dr. Benda Kálmán (1993–1994)
- Prof. dr. Ujfalussy József (1995–1999)
- Prof. dr. Tenke Sándor (2000–2002)
- Prof. dr. Kovács Eszter (2002–2004)
- Prof. dr. Szűcs Ferenc[26] (2004–2009)
- Prof. dr. Vargha András (2009–2010)
- Prof. dr. Balla Péter[27] (2010–19)
- Prof. dr. Zsengellér József (2019–2020)
- Prof. dr. Czine Ágnes[28] (2020–2022)*
- Prof. dr. Trócsányi László (2022–)

*rektori feladatokkal megbízott rektorhelyettes

## Hallgatói szervezetek, tehetséggondozás
A Károli Gáspár Református Egyetemen különböző formában történik a tehetséggondozás. A hallgatóknak lehetőségük van tudományos diákkörök, öntevékeny diákszervezetek, valamint szakkollégiumok munkájában és mindennapi életében részt venni.

### Tudományos diákkörök
A TDK, a tudományos diákköri mozgalom 70 éve működik Magyarországon. Lényege a tanár és a diák alkotó együttműködése, amely a tehetséggondozás sajátos formája a felsőoktatásban. Célja, hogy tudományos műhelymunkát és ezzel minőségi többlettudást, alkotási alkalmat adjon az arra vállalkozó egyetemistáknak és főiskolásoknak, akik felsőoktatási tanulmányaik mellett készek arra, hogy többlettőkét gyűjtsenek szakmai és/vagy tudományos karrierálmaik megvalósításához. 

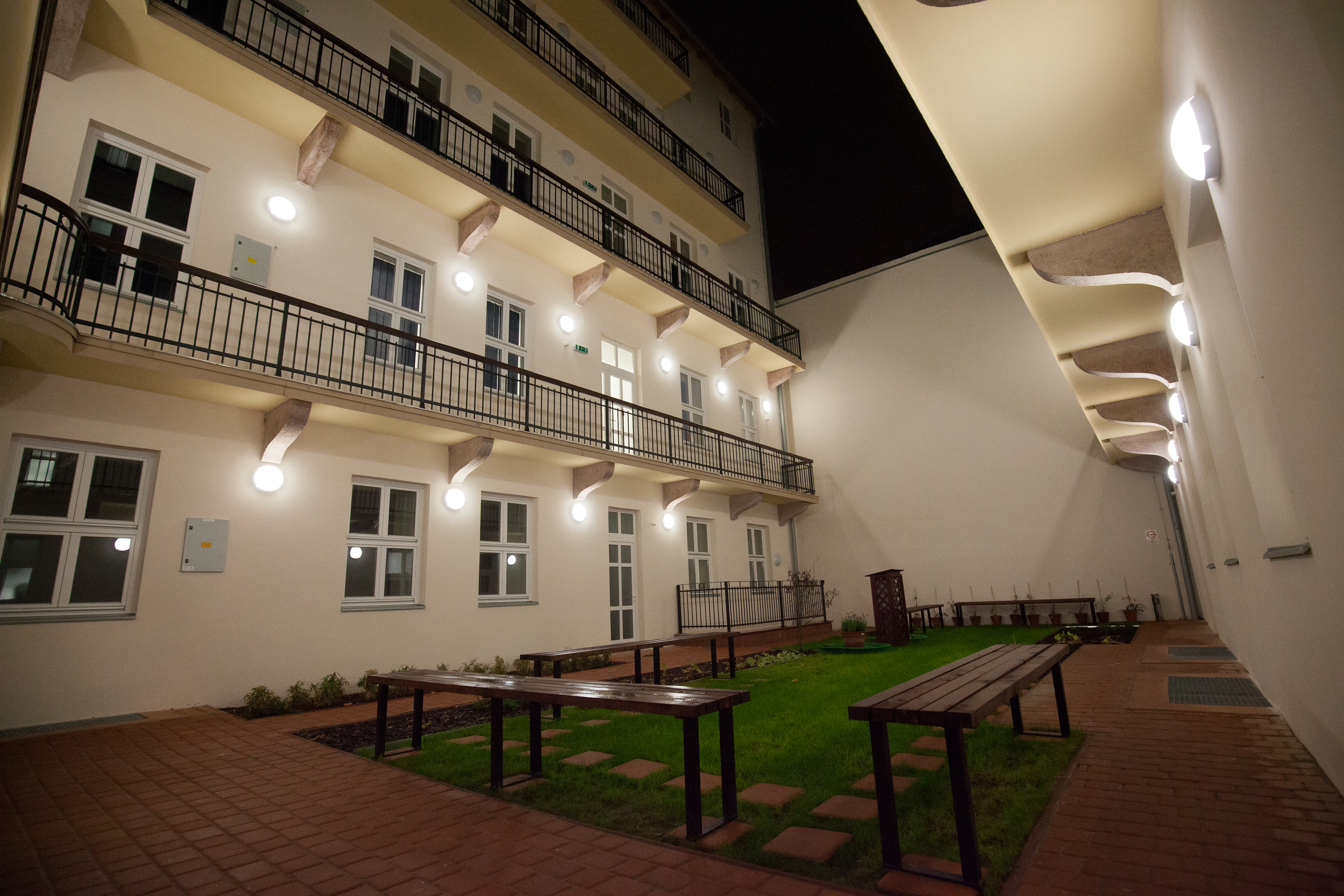
Benda Kálmán Bölcsészet- és Társadalomtudományi Szakkollégium épülete

A Károli Gáspár Református Egyetem minden karán folyik tudományos diákköri munka, mely kiemelt jelentőséggel bír a tudományos pálya iránt érdeklődő hallgatók támogatása esetén.

### Benda Kálmán Bölcsészet- és Társadalomtudományi Szakkollégium[29]
2017 szeptemberében nyitotta meg kapuit a hallgatók előtt azzal a céllal, hogy az alap-, mester- és posztgraduális képzésben tanulmányokat folytató hallgatók kiemelt tehetséggondozó központja legyen. A szakkollégium arra törekszik, hogy a keresztyén és különösen a protestáns értékek és szemléletmód mentén korszerűen művelt, jó szakembereket képezzen a magyar nemzet számára, akik indíttatást éreznek arra, hogy bekapcsolódjanak a hazai és nemzetközi tudományos életbe, valamint a doktori fokozat megszerzésével a hazai tudományos intézetek és felsőoktatási intézmények szakmai utánpótlását biztosítsák. A KRE BTK tudományterületeinek teljes körét lefedi a Benda Kálmán Szakkollégium 8 műhelye, melyekben emelt szintű tudományos képzésre és mentorok által vezetett önálló kutatómunkára van lehetősége a hallgatóknak.

### Bocskai István Állam- és Jogtudományi Szakkollégium[30]
A 2014-ben alapított szakkollégium magas színvonalú szakmai képzést folytató, közösségformáló, autonóm intézmény, melynek célja hogy saját szakmai program kidolgozásával minőségi szakmai képzést nyújtson, segítve ezzel a kiemelkedő képességű hallgatók tehetséggondozását, a társadalmi problémákra érzékeny, szakmailag igényes értelmiség kinevelését, közéleti szerepvállalását. A szakkollégium célja továbbá, hogy tagjait a tárgyi és személyi feltételek megteremtésével az értelmiségi feladatokra, a tudományok és a kultúra fejlesztését célzó önálló tevékenységre is felkészítse.

### Károli Interdiszciplináris Akadémia[31]
A Károli Interdiszciplináris Akadémia (továbbiakban: KIDA) célja, hogy a programban részt vevő hallgatók számára magas színvonalú, az egyetemi képzésen túlmutató, több tudományágat átfogó szakmai képzést nyújtson. A KIDA az egyetem szellemiségén és az universitas egyetemességén alapul. A szervezet számára fontos, hogy az egyetem különböző karain tanulmányokat folytató hallgatók között a KIDA keretein belül olyan szakmai kapcsolat jöjjön létre, amely túlmutat a hagyományos egyetemi tanulmányokon. A KIDA céljának tekinti, hogy a speciális tehetséggondozó programban résztvevő hallgatók életútját figyelemmel kísérje és támogassa őket a pályaválasztás, tudományos pályán való elindulás során.
A Károli Interdiszciplináris Akadémia programjain való részvétel során a hallgatók 4 műhely (tudományterület) munkájába kapcsolódhatnak be.

## Sport[32]
Az egyetemi polgárok részvételével alakult meg a KRE Főnixek, ahol az egyetem legtöbb karának hallgatói rendszeresen vesznek részt edzéseken, valamint a különböző sportágak bajnoki mérkőzésein. A KRE Főnixek nyolc sportágban képviselteti magát, több csapattal: kézilabda, futball, futsal, kosárlabda, röplabda, floorball, vízilabda, strandröplabda, strandkézilabda.
Az egyetem egy nagyszabású beruházás keretében újította fel az intézmény sportépületét, mely így egyben a Károli sportéletének központja is lett. A komplexum külső és belső megjelenése, infrastruktúrája eleget tesz a modern kor kihívásainak, valamint az egyetemi polgárok igényeinek egyaránt, legyen szó csapatsportról vagy egyéni sportágról egyaránt.
Elhelyezkedése, felszereltsége alapján tökéletes helyszínt biztosít mind az edzések, mind a sportesemények szervezésére, valamint megfelelő helyszínt biztosít az egyetemi sportcsapatok bajnoki mérkőzéseinek lebonyolításához.
Tovább gondolva a sport jelentőségét és az egyetemi sportélet minőségi fejlesztését 2022. október 24-én megalakult a Károli Gáspár Református Egyetem Sport Club (KRE SC), melynek célja, hogy az élsport és a szabadidősport minden résztvevőjének megpróbál minél több és jobb lehetőséget biztosítani ahhoz, hogy egyesületünkben a sportolás igazi közösségi élmény legyen. Szakosztályainkban mindenki megtalálhatja a számára legkedvesebb mozgásformát, azok is, akik versenyezni szeretnének és természetesen azok is, akik csak a mozgás öröméért sportolnak.

## HÖK & hallgatói élet[34]
A kari hallgatói önkormányzatok mellett, hallgatók egyetemi szintű képviseletét az Egyetemi Hallgatói Önkormányzat (KRE HÖK, EHÖK) látja el. A KRE HÖK célja és feladata többek között az Egyetemre beiratkozott, azzal hallgatói jogviszonyban álló hallgatók érdekképviseletének ellátása valamennyi őket érintő – felsőoktatási – kérdésben minden egyetemi, regionális, ill. országos testületben.
Az EHÖK feladata továbbá a hallgatók egyetemmel kapcsolatos ügyeiben történő segítségnyújtás; a kari hallgatói önkormányzatokkal való kapcsolattartás, egyeztetés; a hazai – különös tekintettel a HÖOK – és nemzetközi hallgatói szervezetekkel történő kapcsolatteremtés, ill. együttműködés, valamint a szükséges anyagi feltételek megléte esetén kulturális, sport, szociális szervezeti egységek létrehozása, irányítása.

## Erasmus[35]
Az egyetemnek a világ 40 országából több mint 210 felsőoktatási intézménnyel van kétoldalú megállapodása, amelyek hallgatók kiutazását és fogadását teszik lehetővé. A partnerek többsége európai, de vannak kanadai, kolumbiai, japán, dél-koreai, tajvani és egyesült államokbeli egyetemekkel is együttműködési megállapodása az intézménynek. Európai viszonylatban az Európai Unió Erasmus+ programja tölt be kiemelkedő szerepet, emellett Károli Gáspár Református Egyetem részt vesz a regionális CEEPUS (Central European Exchange Program for University Studies) és Makovecz programokban is.
Az Európai Unió oktatást, képzést, ifjúságügyet támogató programja az Erasmus+. A felsőoktatásban tanulók számára elérhető Erasmus+ program tanulmányi célú mobilitásra és szakmai gyakorlatra, illetve ezek kombinációja ad lehetőséget. Az Erasmus+ tanulmányi mobilitás keretében az Európai Unió országaiban lehet részképzést folytatni legalább egy tanulmányi időszakon (trimeszter vagy szemeszter) keresztül, és ehhez a program pénzügyi támogatást folyósít. Míg az Erasmus+ szakmai gyakorlati mobilitás lehetővé teszi a felsőoktatási hallgatók számára, hogy egy másik programországban található vállalkozásnál, szervezetnél szerezzenek munkatapasztalatot, szintén Erasmus pénzügyi támogatás mellett. A Erasmus+ program alapképzésben, mesterképzésben, illetve doktori képzésben részesülő hallgatók előtt egyaránt nyitva áll.
A CEEPUS-ösztöndíj egyes közép-európai partnerintézményekbe vehető igénybe tanulmányi céllal. Jelenleg a következő országok akkreditált felsőoktatási intézményeibe lehet utazni CEEPUS támogatással: Albánia, Ausztria, Bosznia-Hercegovina, Bulgária, Csehország, Észak-Macedónia, Horvátország, Koszovó, Lengyelország, Moldova, Montenegró, Románia, Szerbia, Szlovákia és Szlovénia.
A Makovecz program a Károli Gáspár Református Egyetem Kárpát-medencei partnerintézményeibe nyújt kiutazási lehetőséget.
Az egyetem törekszik a keresztyén felsőoktatási intézményekkel való szoros kapcsolatok kiépítésére. Ezt elősegítve az intézmény csatlakozott a Keresztyén Felsőoktatás Nemzetközi Hálózatához (INCHE), és társult tagja a Keresztyén Főiskolák és Egyetemek Szervezetének (CCCU). Mindezek mellett az egyetem 2015-ben felvételt nyert a nem felekezeti alapú felsőoktatási szervezetbe, a Magna Charta Universitatumba.

## Könyvtár
A Károli Gáspár Református Egyetem nem rendelkezik Központi Könyvtárral. Ezért 1999-ben a NKÖM Könyvtári Osztályának egyetértő segítségével, megalakult a Károli Gáspár Református Egyetem Könyvtári Szövetsége, amelyet az Egyetemi Tanács határozatban rögzített. A Károli Gáspár Református Egyetem Könyvtári Szövetségét az Állam- és Jogtudományi Kar Könyvtára, a Bölcsészettudományi Kar Bod Péter Könyvtára, a Hittudományi Kar Török Pál Könyvtára, a Pedagógiai Kar Könyvtára, a Közép- és Kelet-Európai Missziói Tanulmányi Intézet tagkönyvtárai, valamint a Kecskeméti campus könyvtár alkotják. Az Egyetemi Könyvtári Szövetség legfőbb feladatának tekinti, hogy olyan nagy múltú református kollégiumok, mint Sárospatak, Pápa, Debrecen, Nagyenyed és Kolozsvár könyvtári hagyományait folytassa és úgy alakítsa, fejlessze gyűjtőkörét, hogy azzal a lelkészképzés mellett más tudományágak képzését és kutatását is támogassa.
A KRE EKSZ első legfontosabb szakmai feladata az egységes elvek alapján működő közös Integrált Könyvtári Rendszer a Corvina bevezetése volt. Ezt az egyetem 2021-ben egy korszerűbb integrált könyvtári rendszerre a Liberty-re cserélte. A Szövetség tagjai egy közös adatbázis létrehozásával virtuális egyetemi könyvtárat építenek, annak érdekében, hogy a több mint 100 ezer kötet egységes felületen váljon elérhetővé az olvasók számára. A Könyvtári Szövetség az egyetem által előfizetett adatbázisok listáját évről-évre frissíti, így segítve a hallgatók és oktatók szakmai, tudományos munkáját. Tagkönyvtárak egységes könyvtárhasználati, gyűjtőköri, információszolgáltatási, katalogizálási szabályzattal rendelkeznek. Az egyetemünk 2012 novembere óta tagja a tudományos publikációk bibliográfiai adattárának, az MTMT-nek. 

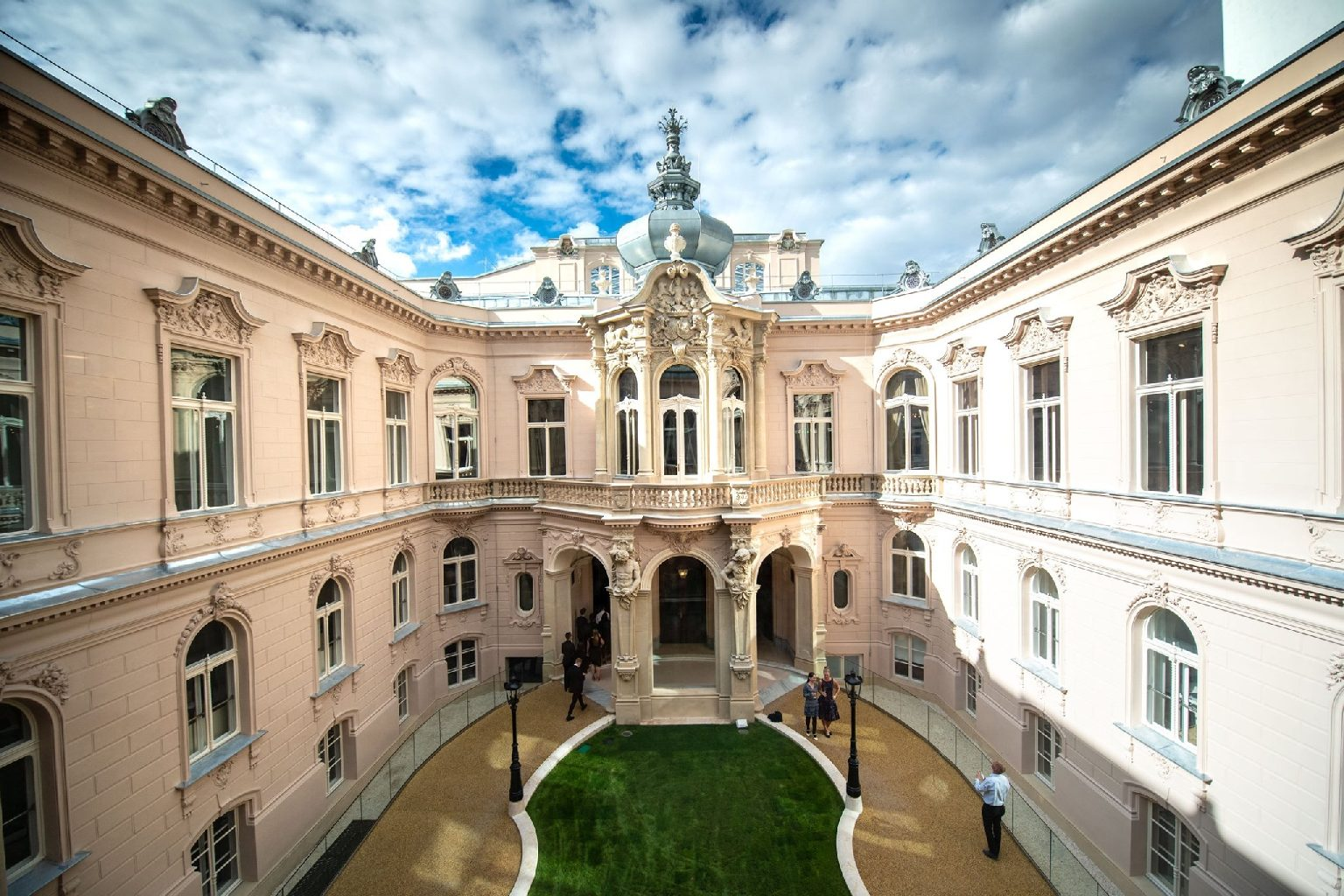
Károli-Csekonics palota

## Híres hallgatói[4]
- Puzsér Róbert (magyar–történelem szakos középiskolai tanár, kritikus, publicista, újságíró, műsorvezető és YouTuber)
- Szabó Gabriella (háromszoros olimpiai, világ- és Európa-bajnok kajakozó)
- Deáki Dóra (KEK-győztes, Bajnokok Ligája-ezüstérmes kézilabdázó)
- Kárpáti Emese (felnőtt Világkupa-ezüstérmes, válogatott judós)
- Szilágyi Áron (kétszeres olimpiai, világ- és Európa-bajnok kardvívó)
- Rényi Luca (kétszeres Világkupa-ezüstérmes, nemzeti válogatott szinkronúszó)
- Koroknyai Virág (Magyarország Szépe 2017)
- Simon Márton (költő, műfordító)
- Pásztor Anna (énekes, előadóművész)
- Závada Péter (költő, zenész)
- Tibolya Péter (világ- és Európa-bajnok öttusázó)
- Gór-Nagy Miklós (világbajnok vízilabdázó)
- Arday Géza (József Attila-díjas író,  irodalomtörténész)